# Cuba City
Cuba City è un comune degli Stati Uniti d'America, situato nello Stato del Wisconsin, diviso tra la contea di Grant e la contea di Lafayette.